# Ephippiger
Ephippiger es un género de saltamontes longicornios de la familia Tettigoniidae, subfamilia Bradyporinae.Comúnmente es llamado chicharra alicorta o chicharra de las viñas.

## Descripción
Dentro de este género, los saltamontes longicornios tiene unas alas pequeñas y una protuberancia que recuerda a una silla de montar. Las alas atróficas de los Ephippiger no les permiten volar y su principal cometido es el de emitir sonidos (estridulación).

## Distribución
Las especies de este género están presentes principalmente en Austria, Bélgica, Croacia, República Checa, Francia, Alemania, Italia, Rumanía, España, Irán y Suiza. 
- Datos: Q2709883
- Multimedia: Ephippiger / Q2709883
- Especies: Ephippiger